# Magnus Johansson (Ängel)
Magnus Johansson (Ängel), död år 1294, var en riddare och svenskt riksråd. Han var son till Johan Ängel. Han bodde på Frödavi i Balingsta socken och avled år 1294. Han var den siste manlige ättlingen av denna släkt, men namnet och vapnet upptogs av hans systerson och arvinge riddaren Johan Ängel den yngre. Han förde 1257 en ängel med korsspira, högra handen upplyftad, höjande sig ur molnen ur en halvmåne, och efter 1268 en ängel med liljespira över en sjuuddig stjärna.
Magnus Johansson deltog i utfärdandet av Alsnö stadgar och Skänningestadgan samt grundlade Helgeandshuset i Uppsala.

## Familj
Gift med Ingeborg.
1. (Elin) Helena Magnusdotter, död 1263. Gravsten i Skoklosters kyrka.
2. Katarina Magnusdotter
3. Ingeborg Magnusdotter